# طوق الشرف
طوق الشرف هو وسام دولة من السودان تأسست عام 1956 بعد استقلال السودان. القلادة تمنح لرئيس دولة السودان والدول الأجنبية.
لا يجوز تكرار منح الأوسمة والميداليات، أو الترقية من رتبة إلى مرتبة أعلى، إلا بعد مضي ثلاث سنوات على الأقل من تاريخ منحها. يتم تخفيض هذه الفترة إلى سنة واحدة للموظفين إذا تمت إحالتهم إلى التقاعد. تظل الطلبات والميداليات ملكًا للحائز على الجائزة، وورثتها كتذكار دون أن يكون لأي منهم الحق في حملها. مع عدم الإخلال بأية عقوبة أخرى منصوص عليها في قوانين السودان، يجوز بأمر من رئيس الجمهورية نزع قلادة أو وشاح أو ميدالية أو ميدالية أو عباءة شرف أو حزام إذا ارتكبوا التصرف الذي يخل بالشرف أو يتعارض مع الولاء للدولة.

## شارة
الياقة عبارة عن سلسلة من الذهب لها فرعين من الوحدات الزخرفية على الطراز الإسلامي، وكل وحدة متصلة بالأخرى بحلقة بيضاوية. يبلغ طول السلسلة 36 بوصة، وفي منتصفها رسم لشعار جمهورية السودان الديمقراطية (سكرتيريبيرد). يحتوي الياقة على زخرفة ذهبية تتصل بالسلسلة بمشبك-والزخرفة على الطراز الإسلامي مزينة بثلاثة أحجار كريمة خضراء مع ياقوت أحمر في المنتصف-وفي وسطها رسم بارز لأربعة أهلة ترمز إلى الدين والخير والازدهار والسعادة. يلبس حول الرقبة ويرافقه ميدالية كبيرة (ميدالية) تحمل على الصدر على الجانب الأيسر. تتكون الميدالية من سطحين؛ الجزء السفلي عبارة عن شمس توجد فيها أشكال بيضاوية متتالية من المينا البيضاء، وفي وسطها زخرفة هندسية من المينا بألوان علم جمهورية السودان الديمقراطية. يتكون الجزء العلوي من نفس الشكل الزخرفي المتصل بالسلسلة. في حالة الجيش، تتبع القلادة لونا أزرق فاتحا من الحرير المتموج، مع خطين أبيضين وخطين رفيعين.

## المستفيدين البارزين
- 1958 الحسن الثاني ملك المغرب [8]
- 1959 جوزيب بروز تيتو [9]
- 1964 إليزابيث الثانية [10] [11]
- 1964 الأمير فيليب دوق إدنبرة
- 1974 محمد رضا بهلوي [12]
- 2014 تميم بن حمد آل ثاني [13] [14]
- 2017 رجب طيب أردوغان [15]
- 2018 سالفا كير ميارديت [16]
- حسني مبارك
- فيصل من المملكة العربية السعودية [17]